# Mistrovství Evropy ve fotbale 1988
Mistrovství Evropy ve fotbale 1988  se konalo v Západním Německu.
Již v 70. letech předváděli Nizozemci fotbal, který si na mezinárodní scéně zasloužil nejvyšší ocenění. Cruyffovci byli tehdy dvakrát ve finále mistrovství světa, avšak vždy to skončilo stříbrem. Na historicky osmém ME se jim na nejvyšší stupínek konečně podařilo vystoupit, pouť za úspěchem byla ovšem řádně spletitá. V základní skupině se "tulipány" ocitly na pokraji vyřazení, v utkání s Irskem, v němž nutně potřebovaly zvítězit, je spasil devět minut před koncem náhradník Kieft. Poté vzal vše do rukou Marco van Basten: v semifinále poslal skluzem přes Kohlera domů Němce a ve finále pokořil sovětského brankáře Dasajeva parádním volejem, kterým si "oranjes" definitivně zajistili titul mistrů Evropy.

## Stupně vítězů
| Zlato                             | Stříbro | Bronz      | 4. místo                                             |
| --------------------------------- | ------- | ---------- | ---------------------------------------------------- |
| Nizozemsko první titul v historii | SSSR    | Itálie NSR | Oba poražení semifinalisté obdrželi bronzové medaile |

## Kvalifikace
Kvalifikace hrané v letech 1986 až 1987 se zúčastnilo 32 reprezentací, které byly rozlosovány do 7 skupin po pěti, resp. čtyřech týmech. Ve skupinách se utkal každý s každým doma a venku. Vítězové skupin postoupili na závěrečný turnaj, kde se přidali k pořadatelské SRN.

### Kvalifikované týmy
| Vlajka  | Stát    | Soupisky | Vlajka        | Stát          | Soupisky |
| ------- | ------- | -------- | ------------- | ------------- | -------- |
| Anglie  | Anglie  | Soupiska | Dánsko        | Dánsko        | Soupiska |
| Itálie  | Itálie  | Soupiska | Nizozemsko    | Nizozemsko    | Soupiska |
| Irsko   | Irsko   | Soupiska | Sovětský svaz | Sovětský svaz | Soupiska |
| Německo | Německo | Soupiska | Španělsko     | Španělsko     | Soupiska |

## Stadiony
| Mnichov                   | Gelsenkirchen             | Hamburk                   | Frankfurt nad Mohanem     |
| ------------------------- | ------------------------- | ------------------------- | ------------------------- |
| Olympiastadion            | Parkstadion               | Volksparkstadion          | Waldstadion               |
| Kapacita stadionu: 69,000 | Kapacita stadionu: 62,000 | Kapacita stadionu: 61,200 | Kapacita stadionu: 61,000 |
|                           |                           |                           |                           |
| Düsseldorf                | Hannover                  | Stuttgart                 | Kolín nad Rýnem           |
| Rheinstadion              | Niedersachsenstadion      | Neckarstadion             | Müngersdorfer Stadion     |
| Kapacita stadionu: 55,850 | Kapacita stadionu: 50,423 | Kapacita stadionu: 50,000 | Kapacita stadionu: 47,000 |
|                           |                           |                           |                           |

## Skupinová fáze

### Skupina A
| Tým       | Pld | W | D | L | GF | GA | GD | Pts |
| --------- | --- | - | - | - | -- | -- | -- | --- |
| SRN       | 3   | 2 | 1 | 0 | 5  | 1  | +4 | 5   |
| Itálie    | 3   | 2 | 1 | 0 | 4  | 1  | +3 | 5   |
| Španělsko | 3   | 1 | 0 | 2 | 3  | 5  | −2 | 2   |
| Dánsko    | 3   | 0 | 0 | 3 | 2  | 7  | −5 | 0   |

| 10. června 1988 20:15 |                          |             |                                                                          |
| SRN                   | 1 – 1                    | Itálie      | Rheinstadion, Düsseldorf diváci: 62,552 rozhodčí: Keith Hackett (Anglie) |
| Brehme 55'            | Report[nedostupný zdroj] | Mancini 52' | Rheinstadion, Düsseldorf diváci: 62,552 rozhodčí: Keith Hackett (Anglie) |

| 11. června 1988 15:30   |                          |                                       |                                                                                    |
| Dánsko                  | 2 – 3                    | Španělsko                             | Niedersachsenstadion, Hannover diváci: 60,366 rozhodčí: Albert Thomas (Nizozemsko) |
| Laudrup 24' Povlsen 82' | Report[nedostupný zdroj] | Míchel 5' Butragueño 52' Gordillo 67' | Niedersachsenstadion, Hannover diváci: 60,366 rozhodčí: Albert Thomas (Nizozemsko) |

| 14. června 1988 17:15  |                          |        |                                                                                |
| SRN                    | 2 – 0                    | Dánsko | Parkstadion, Gelsenkirchen diváci: 64,812 rozhodčí: Robert Valentine (Skotsko) |
| Klinsmann 10' Thon 85' | Report[nedostupný zdroj] |        | Parkstadion, Gelsenkirchen diváci: 64,812 rozhodčí: Robert Valentine (Skotsko) |

| 14. června 1988 20:15 |                          |           |                                                                                        |
| Itálie                | 1 – 0                    | Španělsko | Waldstadion, Frankfurt nad Mohanem diváci: 51,790 rozhodčí: Erik Fredriksson (Švédsko) |
| Vialli 73'            | Report[nedostupný zdroj] |           | Waldstadion, Frankfurt nad Mohanem diváci: 51,790 rozhodčí: Erik Fredriksson (Švédsko) |

| 17. června 1988 20:15 |        |           |                                                                           |
| SRN                   | 2 – 0  | Španělsko | Olympiastadion, Mnichov diváci: 72,308 rozhodčí: Michel Vautrot (Francie) |
| Völler 29', 51'       | Report |           | Olympiastadion, Mnichov diváci: 72,308 rozhodčí: Michel Vautrot (Francie) |

| 17. června 1988 20:15         |                          |        |                                                                                          |
| Itálie                        | 2 – 0                    | Dánsko | Müngersdorfer Stadion, Kolín nad Rýnem diváci: 53,951 rozhodčí: Bruno Galler (Švýcarsko) |
| Altobelli 67' De Agostini 87' | Report[nedostupný zdroj] |        | Müngersdorfer Stadion, Kolín nad Rýnem diváci: 53,951 rozhodčí: Bruno Galler (Švýcarsko) |

### Skupina B
| Tým           | Pld | W | D | L | GF | GA | GD | Pts |
| ------------- | --- | - | - | - | -- | -- | -- | --- |
| Sovětský svaz | 3   | 2 | 1 | 0 | 5  | 2  | +3 | 5   |
| Nizozemsko    | 3   | 2 | 0 | 1 | 4  | 2  | +2 | 4   |
| Irsko         | 3   | 1 | 1 | 1 | 2  | 2  | 0  | 3   |
| Anglie        | 3   | 0 | 0 | 3 | 2  | 7  | −5 | 0   |

| 12. června 1988 15:30 |        |             |                                                                            |
| Anglie                | 0 – 1  | Irsko       | Neckarstadion, Stuttgart diváci: 51,573 rozhodčí: Siegfried Kirschen (NDR) |
|                       | Report | Houghton 6' | Neckarstadion, Stuttgart diváci: 51,573 rozhodčí: Siegfried Kirschen (NDR) |

| 12. června 1988 20:15 |        |               |                                                                                    |
| Nizozemsko            | 0 – 1  | Sovětský svaz | Müngersdorfer Stadion, Kolín nad Rýnem diváci: 60,000 rozhodčí: Dieter Pauly (NSR) |
|                       | Report | Rac 52'       | Müngersdorfer Stadion, Kolín nad Rýnem diváci: 60,000 rozhodčí: Dieter Pauly (NSR) |

| 15. června 1988 17:15 |        |                          |                                                                          |
| Anglie                | 1 – 3  | Nizozemsko               | Rheinstadion, Düsseldorf diváci: 63,940 rozhodčí: Paolo Casarin (Itálie) |
| Robson 53'            | Report | van Basten 44', 71', 75' | Rheinstadion, Düsseldorf diváci: 63,940 rozhodčí: Paolo Casarin (Itálie) |

| 15. června 1988 20:15 |                          |               |                                                                                            |
| Irsko                 | 1 – 1                    | Sovětský svaz | Niedersachsenstadion, Hannover diváci: 38,308 rozhodčí: Emilio Soriano Aladren (Španělsko) |
| Whelan 38'            | Report[nedostupný zdroj] | Protasov 74'  | Niedersachsenstadion, Hannover diváci: 38,308 rozhodčí: Emilio Soriano Aladren (Španělsko) |

| 18. června 1988 15:30 |                          |                                           |                                                                                                |
| Anglie                | 1 – 3                    | Sovětský svaz                             | Waldstadion, Frankfurt nad Mohanem diváci: 53,000 rozhodčí: José Rosa dos Santos (Portugalsko) |
| Tony Adams 16'        | Report[nedostupný zdroj] | Alejnikov 3' Michaličenko 28' Pasulko 73' | Waldstadion, Frankfurt nad Mohanem diváci: 53,000 rozhodčí: José Rosa dos Santos (Portugalsko) |

| 18. června 1988 15:30 |        |            |                                                                                |
| Irsko                 | 0 – 1  | Nizozemsko | Parkstadion, Gelsenkirchen diváci: 60,800 rozhodčí: Horst Brummeier (Rakousko) |
|                       | Report | Kieft 82'  | Parkstadion, Gelsenkirchen diváci: 60,800 rozhodčí: Horst Brummeier (Rakousko) |

## Vyřazovací fáze

### Semifinále
| 21. června 1988 20:15 |        |                                     |                                                                         |
| SRN                   | 1 – 2  | Nizozemsko                          | Volksparkstadion, Hamburk diváci: 61 330 rozhodčí: Ioan Igna (Rumunsko) |
| Matthäus 55' (pen.)   | Report | R. Koeman 74' (pen.) van Basten 88' | Volksparkstadion, Hamburk diváci: 61 330 rozhodčí: Ioan Igna (Rumunsko) |

| 22. června 1988 20:15       |                          |        |                                                                          |
| Sovětský svaz               | 2 – 0                    | Itálie | Neckarstadion, Stuttgart diváci: 61 606 rozhodčí: Alexis Ponnet (Belgie) |
| Litovčenko 58' Protasov 62' | Report[nedostupný zdroj] |        | Neckarstadion, Stuttgart diváci: 61 606 rozhodčí: Alexis Ponnet (Belgie) |

- Oba poražení semifinalisté obdrželi bronzové medaile.

### Finále
| 25. června 1988 15:30 |        |                           |                                                                           |
| Sovětský svaz         | 0 – 2  | Nizozemsko                | Olympiastadion, Mnichov diváci: 72 308 rozhodčí: Michel Vautrot (Francie) |
|                       | Report | Gullit 32' van Basten 54' | Olympiastadion, Mnichov diváci: 72 308 rozhodčí: Michel Vautrot (Francie) |

Nejlepší střelci (celkem): Alessandro Altobelli (Itálie), Marco van Basten (Nizozemsko), Claesen (Belgie) – všichni 7 gólů

Nejlepší střelec finálového turnaje: Marco van Basten (Nizozemsko) – 5 gólů

## All-stars[3]

### NSR 1988
- Hans van Breukelen
- Giuseppe Bergomi
- Paolo Maldini
- Ronald Koeman
- Frank Rijkaard
- Ruud Gullit
- Jan Wouters
- Giuseppe Giannini
- Gianluca Vialli
- Lothar Matthäus
- Marco van Basten